# Gaussia gomez-pompae
Gaussia gomez-pompae là loài thực vật có hoa thuộc họ Arecaceae. Loài này được (H.J.Quero) H.J.Quero mô tả khoa học đầu tiên năm 1986.